# Iryna Taranenko
Iryna Taranenko-Terela (ukr. Ірина Тараненко-Тереля, ur. 31 marca 1966 w Dergaczach) – ukraińska biegaczka narciarska, brązowa medalistka mistrzostw świata.

## Kariera
Jej olimpijskim debiutem były igrzyska w Lillehammer w 1994 roku. W swoich najlepszych startach, w biegu pościgowym 5+10 km oraz w biegu na 30 km techniką klasyczną zajęła tam 20. miejsce. Cztery lata później, podczas igrzysk olimpijskich w Nagano osiągnęła swoje najlepsze olimpijskie wyniki zajmując czwarte miejsce w biegu na 15 km stylem klasycznym, a parę dni później była ponownie czwarta, tym razem w biegu pościgowym 5+10 km. W pierwszym z tych biegów przegrała walkę o brązowy medal z Anitą Moen z Norwegii, a w drugim bezpośrednio lepsza okazała się Czeszka Kateřina Neumannová, która przybiegła na metę o 2,9 sekundy przed Taranenko. Startowała także na igrzyskach olimpijskich w Salt Lake City w 2002 roku, gdzie jej najlepszym wynikiem było dziewiąte miejsce w biegu na 15 km techniką dowolną.
W 1993 roku wystartowała na mistrzostwach świata w Falun zajmując w swoim najlepszym występie 9. miejsce w biegu na 30 km stylem dowolnym. Na mistrzostwach w Thunder Bay oraz na mistrzostwach świata w Trondheim indywidualnie plasowała się poza pierwszą dziesiątką. Jej najlepszym wynikiem w tym czasie było 11. miejsce w biegu na 30 km stylem klasycznym na mistrzostwach w Norwegii. Swój największy sukces osiągnęła podczas mistrzostw świata w Ramsau w 1999 roku, gdzie wywalczyła brązowy medal w biegu pościgowym 5+10 km, ulegając jedynie zwyciężczyni Stefanii Belmondo z Włoch oraz Rosjance Ninie Gawriluk. Na tych samych mistrzostwach zajęła była piąta na dystansie 30 km, szósta w sztafecie 4 × 5 km oraz zajęła 7. miejsce w biegu na 5 km techniką klasyczną. Dwa lata później, na mistrzostwach świata w Lahti jej najlepszym wynikiem było 15. miejsce w biegu łączonym na 10 km. Mistrzostwa świata w Val di Fiemme w 2003 roku były ostatnimi w jej karierze. Nie osiągnęła tam jednak sukcesów plasując się poza czołową trzydziestką.
Najlepsze wyniki w Pucharze Świata osiągnęła w sezonach 1996/1997 i 1997/1998, kiedy w klasyfikacji generalnej zajmowała 9. miejsce. Tylko raz stanęła na podium zawodów Pucharu Świata, na najniższym stopniu.

## Osiągnięcia

### Igrzyska olimpijskie
| Miejsce | Dzień     | Rok  | Miejscowość    | Konkurencja             | Czas biegu | Strata  | Zwyciężczyni      |
| ------- | --------- | ---- | -------------- | ----------------------- | ---------- | ------- | ----------------- |
| 27.     | 13 lutego | 1994 | Lillehammer    | 15 km stylem dowolnym   | 39:44,5    | +5:34,6 | Manuela Di Centa  |
| 29.     | 15 lutego | 1994 | Lillehammer    | 5 km stylem klasycznym  | 14:08,8    | +1:37,2 | Lubow Jegorowa    |
| 20.     | 17 lutego | 1994 | Lillehammer    | 5+10 km pościgowy       | 41:38,9    | +3:07,3 | Lubow Jegorowa    |
| 20.     | 24 lutego | 1994 | Lillehammer    | 30 km stylem klasycznym | 1:25:41,6  | +5:44,9 | Manuela Di Centa  |
| 4.      | 8 lutego  | 1998 | Nagano         | 15 km stylem klasycznym | 46:55,4    | +1:14,8 | Olga Daniłowa     |
| 11.     | 10 lutego | 1998 | Nagano         | 5 km stylem klasycznym  | 17:37,9    | +39,3   | Łarisa Łazutina   |
| 4.      | 12 lutego | 1998 | Nagano         | 5+10 km łączony         | 46:06,9    | +10,2   | Łarisa Łazutina   |
| 9.      | 15 lutego | 1998 | Nagano         | Sztafeta 4 × 5 km       | 55:13,5    | +2:41,3 | Rosja             |
| 8.      | 20 lutego | 1998 | Nagano         | 30 km stylem dowolnym   | 1:22:01,5  | +3:20,8 | Łarisa Łazutina   |
| 9.      | 9 lutego  | 2002 | Salt Lake City | 15 km stylem dowolnym   | 39:54,4    | +45,0   | Stefania Belmondo |
| 11.     | 12 lutego | 2002 | Salt Lake City | 10 km stylem klasycznym | 28:05,6    | +1:30,2 | Bente Skari       |
| 10.     | 15 lutego | 2002 | Salt Lake City | 10 km łączony           | 25:09,9    | +23,7   | Beckie Scott      |
| 29.     | 19 lutego | 2002 | Salt Lake City | Sprint stylem dowolnym  | 3:10,6     | -       | Julija Czepałowa  |
| 18.     | 24 lutego | 2002 | Salt Lake City | 30 km stylem klasycznym | 1:30:57,1  | +6:35,8 | Gabriella Paruzzi |

### Mistrzostwa świata
| Miejsce | Dzień     | Rok  | Miejscowość   | Konkurencja             | Czas biegu | Strata  | Zwyciężczyni                   |
| ------- | --------- | ---- | ------------- | ----------------------- | ---------- | ------- | ------------------------------ |
| 28.     | 19 lutego | 1993 | Falun         | 15 km stylem klasycznym | 44:49,0    | +4:31,8 | Jelena Välbe                   |
| 21.     | 21 lutego | 1993 | Falun         | 5 km stylem klasycznym  | 14:07,6    | +49,1   | Łarisa Łazutina                |
| 12.     | 23 lutego | 1993 | Falun         | 5+10 km pościgowy       | 40:19,0    | +1:38,5 | Stefania Belmondo              |
| 9.      | 27 lutego | 1993 | Falun         | 30 km stylem dowolnym   | 1:22:41,3  | +4:18,2 | Stefania Belmondo              |
| 23.     | 10 marca  | 1995 | Thunder Bay   | 15 km stylem klasycznym | 41:27,5    | +4:04,3 | Łarisa Łazutina                |
| 16.     | 12 marca  | 1995 | Thunder Bay   | 5 km stylem klasycznym  | 15:23,7    | +1:11,6 | Łarisa Łazutina                |
| 26.     | 14 marca  | 1995 | Thunder Bay   | 5+10 km pościgowy       | 43:19,6    | +3:31,9 | Łarisa Łazutina                |
| 13.     | 21 lutego | 1997 | Trondheim     | 15 km stylem dowolnym   | 36:28,2    | +2:00,3 | Jelena Välbe                   |
| 21.     | 23 lutego | 1997 | Trondheim     | 5 km stylem klasycznym  | 13:32,7    | +37,3   | Jelena Välbe                   |
| 12.     | 24 lutego | 1997 | Trondheim     | 5+10 km pościgowy       | 39:13,5    | +1:50,7 | Stefania Belmondo Jelena Välbe |
| 10.     | 27 lutego | 1997 | Trondheim     | Sztafeta 4 × 5 km       | 56:40,2    | +3:01,0 | Rosja                          |
| 11.     | 1 marca   | 1997 | Trondheim     | 30 km stylem klasycznym | 1:23:04,9  | +3:33,4 | Jelena Välbe                   |
| 13.     | 19 lutego | 1999 | Ramsau        | 15 km stylem dowolnym   | 38:49,0    | +2:41,4 | Stefania Belmondo              |
| 7.      | 22 lutego | 1999 | Ramsau        | 5 km stylem klasycznym  | 12:49,8    | +40,7   | Bente Skari                    |
| 3.      | 23 lutego | 1999 | Ramsau        | 5+10 km pościgowy       | 42:27,9    | +34,4   | Stefania Belmondo              |
| 6.      | 25 lutego | 1999 | Ramsau        | Sztafeta 4 × 5 km       | 53:05,9    | +2:37,0 | Rosja                          |
| 5.      | 27 lutego | 1999 | Ramsau        | 30 km stylem klasycznym | 1:29:19,9  | +2:21,9 | Łarisa Łazutina                |
| 38.     | 15 lutego | 2001 | Lahti         | 15 km stylem klasycznym | 43:54,8    | +5:17,0 | Bente Skari                    |
| 15.     | 18 lutego | 2001 | Lahti         | 10 km łączony           | 28:06,1    | +1:35,5 | Virpi Kuitunen                 |
| 10.     | 23 lutego | 2001 | Lahti         | Sztafeta 4 × 5 km       | 53.01,6    | +4:35,5 | Rosja                          |
| 35.     | 18 lutego | 2003 | Val di Fiemme | 15 km stylem klasycznym | 39:40,9    | +3:42,2 | Bente Skari                    |
| 36.     | 22 lutego | 2003 | Val di Fiemme | 10 km łączony           | 26:38,4    | +1:09,0 | Kristina Šmigun                |

### Puchar Świata

#### Miejsca w klasyfikacji generalnej
- sezon 1991/1992: 30.
- sezon 1992/1993: 28.
- sezon 1993/1994: 29.
- sezon 1994/1995: 26.
- sezon 1995/1996: 9.
- sezon 1995/1996: 20.
- sezon 1996/1997: 9.
- sezon 1998/1999: 12.
- sezon 1999/2000: 19.
- sezon 2000/2001: 24.
- sezon 2001/2002: 31.
- sezon 2002/2003: 72.

### Miejsca na podium
| Nr | Dzień     | Rok  | Miejscowość | Konkurencja       | Czas biegu  | Miejsce | Strata  | Zwyciężczyni      |
| -- | --------- | ---- | ----------- | ----------------- | ----------- | ------- | ------- | ----------------- |
| 1. | 23 lutego | 1999 | Ramsau      | 5+10 km pościgowy | 42:27.9 min | 3.      | +34.4 s | Stefania Belmondo |